# Matthew Henson

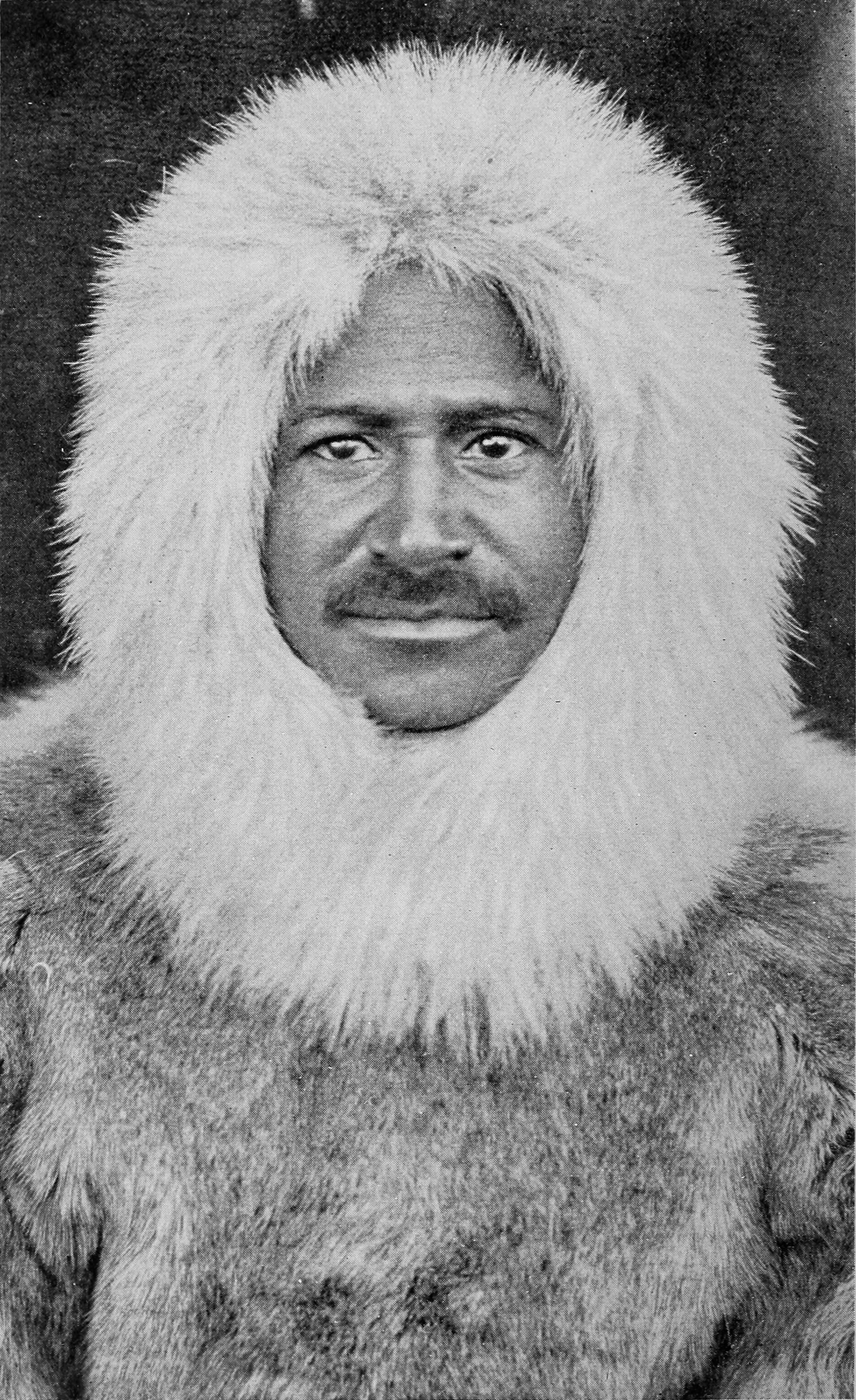
Henson efter att ha varit vid Nordpolen, 1909

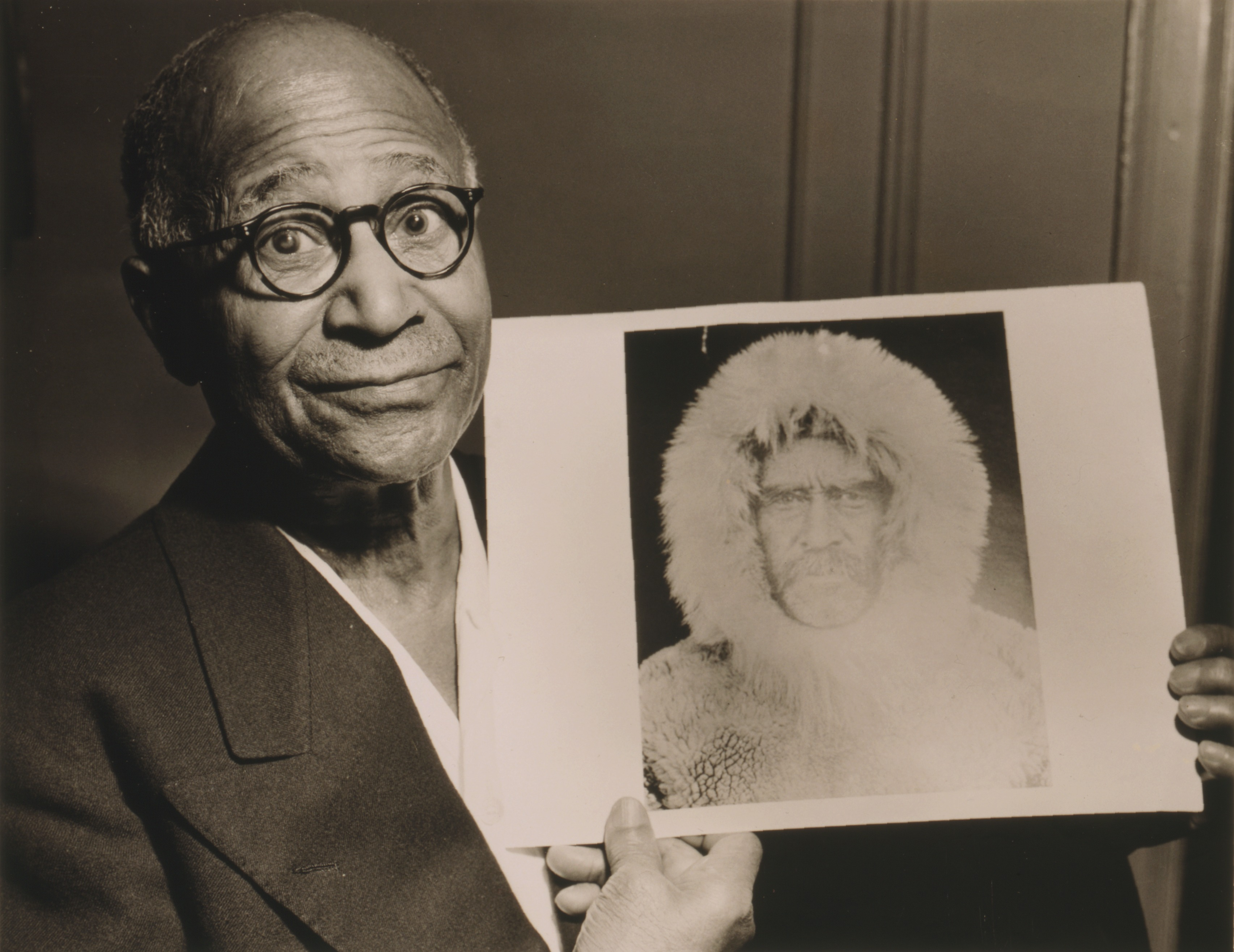
Henson, med ett porträtt av Peary, 1953

Matthew Henson, född 8 augusti 1866 i Charles County, Maryland, USA, död 9 mars 1955 i New York, var en framstående afroamerikansk upptäcktsresande, mest känd för sitt nära samarbete med Robert Peary på sju expeditioner till Arktis under nästan 23 år. Tillsammans tillbringade de 18 år i den utmanande arktiska miljön. Henson är särskilt ihågkommen för sitt deltagande i den berömda expeditionen 1908–1909, där de påstod sig ha nått den geografiska nordpolen den 6 april 1909. Henson själv hävdade att han var den första i deras grupp att sätta fot på Nordpolen.

## Biografi
När Henson var 12 skrev han på som kabinpojke på det tremastade segelfartyget Katie Hines. Han var till sjöss i sex år. Som afroamerikan fick han inte göra karriär i flottan. Vid 18 års ålder blev han tjänsteman åt militären Robert Peary. Henson följde med en expedition till Nicaraguas djungel och därefter erbjöd Peary honom att delta i en polarexpedition.
Under Pearys expedition till Grönland lärde sig Henson inuiternas språk och tog hand om slädhundarna. Under de följande 20 åren deltog Henson i alla expeditioner under Pearys ledning.
Under expeditionen 1908 nådde Henson den 6 april tillsammans med Peary och de fyra inuiterna, Oo-tah, E-ging-wah, See-gloo och Oo-ke-ah, Nordpolen. De anses vara de första personerna att nå Nordpolen, även om detta inte är helt fastslaget och expeditionsanteckningarna är omstridda. Även andra äventyrare har påståtts ha nått polen tidigare.
I motsats till Peary fick Henson på grund av sin hudfärg inget beröm för sin insats. 1912 skrev Henson sin första avhandling, A Negro Explorer at the North Pole, och 1947 utkom hans självbiografi, Dark Companion. 1954 bjöds han in till Vita huset av president Dwight Eisenhower där han uppmärksammades för sitt tidiga arbete som upptäcktsresande. 
Henson dog den 9 mars 1955 i New York. Han begravdes i Woodlawn cemetery i Bronx i New York. Men 1988 flyttades hans och hans frus kvarlevor till Arlingtonkyrkogården i Washington DC till en grav bredvid Robert E. Peary. 

## Eftermäle
- 1959 uppsattes en minnestavla på Maryland State House.
- I oktober 1996 beställde den amerikanska flottan USNS Henson, ett Pathfinder-fartyg, namngivet efter Henson.
- Hensonglaciären på Grönland fick sitt namn efter Henson.
- År 2000 tilldelades Henson postumt Hubbard-medaljen av National Geographic Society.[5]
- I september 2021 uppkallade Internationella astronomiska unionen en månkrater efter honom.[6]

### Övriga källor
- S. Allen Counter: „North Pole Legacy: Black, White and Eskimo“, University Massachusetts Press 1991, ISBN 0870237365
- William James Mills, Exploring Polar Frontiers: A Historical Encyclopedia, Volume 2, M-Z, Santa Barbara, Calif.: ABC-CLIO, 2003, ISBN 1-57607-422-6
- Robert Edwind Peary, The North Pole, London: Hodder and Stoughton, 1910